# میووویتسه (استان اوپوله)
میووویتسه (به لاتین: Miłowice) یک روستا در لهستان است که در گمینا بیاوا (استان اوپوله) واقع شده‌است.